# Simca-Gordini T11
Simca-Gordini T11 je dirkalnik, ki je bil uporabljen na dirkah za Veliko nagrado, Formulo 1 in Formulo 2 med sezonama 1946 in 1954, večinoma s strani tovarniškega moštva Equipe Gordini. Skupno so dirkači z dirkalnikom T11 nastopili na 116-ih dirkah, na katerih so dosegli štirinajst zmag in še šestnajst uvrstitev na stopničke, sedemdesetkrat pa so dirko končali. 
V sezoni 1946 je v tovarniškem moštvu dirkal le Amédée Gordini, ki je natopil na devetih dirkah sezone, na katerih je dosegel kar pet zmag, na dirkah Coupe de l´Entraide Francaise, Velika nagrada Marseilla, Coupe de la Ville de St.Etienne, Velika nagrada Burgundije in Coupe de Nantes. V sezoni 1947 je, še vedno v tovarniškem moštvu, z dirkalnikom nastopalo veliko število dirkačev, vse tri zmage v sezoni pa je dosegel princ Bira na dirkah Coupe des Petites Cylindrées, Manx Cup in Prix de Léman.
Tudi v sezoni 1948 so bile z dirkalnikom dosežene tri zmage, dosegla pa sta jih Maurice Trintignant na dirkah Velika nagrada Roussillona in Coupe d´Argent ter Raymond Sommer na dirki Grand Prix des Nations. V sezoni 1949 sta zmagala Aldo Gordini na dirki Coupe d´Argent in Maurice Trintignant na dirki za Veliko nagrado Rempartsa, zadnjo zmago pa je v sezoni 1951 dosegel Johnny Claes na dirki za Veliko nagrado Frontieresa. V tej sezoni je tudi Aldo Gordini nastopil na prvenstveni dirki Formule 1 za Veliko nagrado Francije, kjer je odstopil. Zadnjo uvrstitev na stopničke z dirkalnikom T11 je dosegel Jean Behra na neprvensteni dirki Formule 1 v sezoni 1952 Grand Prix de Pau, zadnjič pa je bil uporabljen na neprvenstveni dirki v sezoni 1954 za Veliko nagrado Cadoursa, ko je Marcel Balsa odstopil.